# Haus des Reisens

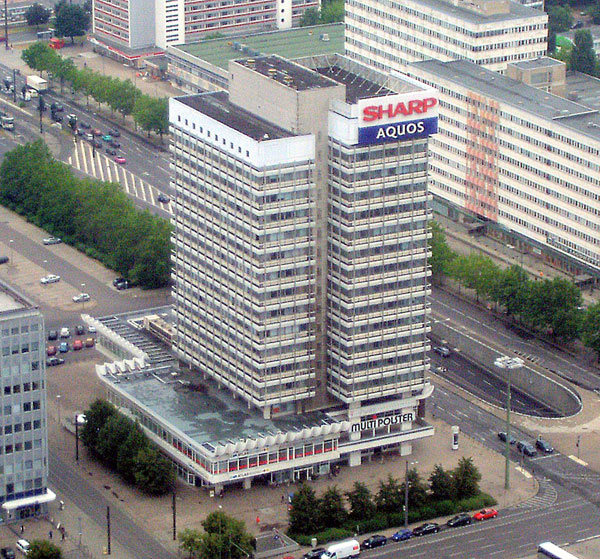
Haus des Reisens (2005)

Haus des Reisens (Resandets Hus) är ett av de under DDR-tiden uppförda höghusen som ligger runt Alexanderplatz i östra Berlin. Det har sällskap av bland annat Haus des Lehrers, Haus der Elektroindustrie, Berolinahaus samt Alexanderhaus och är 17 våningar högt. Det byggdes 1969–1971 i socialrealistisk stil liksom de övriga byggnaderna runt Alexanderplatz.
Ursprungligen hade det östtyska flygbolaget Interflug sitt huvudkontor i denna byggnad, liksom den statliga östtyska resebyrån (Reisebüro der DDR).
Under den stora demonstrationen på Alexanderplatz den 4 november 1989 hölls tal från en hastigt uppbyggd tribun just framför detta hus.
Efter DDR:s sammanbrott och Tysklands återförenande har byggnaden fortfarande varit i bruk av resebyråer men även för andra ändamål.